# Llombai
Llombai – gmina w Hiszpanii, w prowincji Walencja, we wspólnocie autonomicznej Walencja, o powierzchni 55,57 km². W 2011 roku liczyła 2817 mieszkańców.